# Saint-Denis - Porte de Paris (métro de Paris)
Saint-Denis - Porte de Paris est une station de la ligne 13 du métro de Paris, située place de la Porte-de-Paris, sur le territoire de la commune de Saint-Denis, dans le département de la Seine-Saint-Denis.

## Histoire
La station est ouverte en 1976 lors du prolongement de la ligne 13 à Basilique de Saint-Denis. Le projet d'origine prévoyait une extension en deux phases, faisant de Saint-Denis - Porte de Paris un terminus provisoire, mais les deux stations furent finalement construites simultanément.
En 1998, elle est rénovée à l'occasion de la mise en service du Stade de France, afin de lui permettre de gérer des flux de passagers importants les soirs de match. Elle porte comme sous-titre Stade de France, nom du stade situé au sud de la station.
En octobre 2008, la décoration d'un quai entier de la station et en sus de tous les panneaux publicitaires papiers pour annoncer la sortie du jeu vidéo Saints Row 2 a déclenché une polémique. Les riverains se sont déclarés choqués par les images violentes (gangs avec armes à feu…) et ont demandé l'arrêt de cette campagne de promotion. Les panneaux papier ont été recouverts d'affiches noires, alors que le film plastique posé sur les murs est resté en place jusqu'à la fin de la campagne de promotion.
Depuis fin 2012, ses quais sont équipés de portes palières en raison de son trafic important qui augmente le risque de chute sur les voies.
En 2014, elle devient une station de correspondance avec la ligne de tramway T8, située en surface, qui permet de relier Saint-Denis à Villetaneuse et Épinay-sur-Seine.
Elle a vu entrer 4 032 072 voyageurs en 2019, ce qui la place à la 114e position des stations de métro pour sa fréquentation sur 302,. En 2020, avec la crise du Covid-19, 2 336 506 voyageurs sont entrés dans cette station ce qui la place à la 105e position des stations de métro pour sa fréquentation. En 2021, la fréquentation remonte progressivement, avec 3 355 836 voyageurs qui sont entrés dans cette station ce qui la place à la 91e position des stations de métro pour sa fréquentation.
Analysant l'impact de la mise en service du tram T8 en 2014 dans le quartier de la Porte de Paris, l'APUR relève que les ménages équipés d’une voiture y ont fondu de 7 % entre 2006 et 2020 (passant de 37% à 30%), alors que ceux qui en possédaient plusieurs sont passés de 7% à 4%. Dans le même temps, le taux de ménages sans voiture a progressé de 56% à 66%. Les transports en commun sont le premier mode de déplacements domicile-travail (61% en 2006, 67% en 2022), alors que l’usage de l’automobile régresse de 24% à 16%,.

## Service aux voyageurs

### Accès
Elle dispose d'un vaste hall avec de nombreux sas permettant de canaliser les foules importantes fréquentant la station notamment lors des manifestations au Stade de France.
Elle possède trois accès :
- Accès no 1 « La Plaine - Stade de France » (dispose d'un ascenseur pour les UFR) ;
- Accès no 2 « Hôpital Casanova - Centre Hospitalier » (cet accès, créé en 2014, dispose d'escalators destinés à faciliter la correspondance avec le terminus de la ligne T8) ;
- Accès no 3 « Centre-Ville - Musée d'Art de d'Histoire ».

Un accès passant sous le boulevard Marcel-Sembat a été comblé lors des travaux de création de la plate-forme de la ligne T8.

Accès à la station
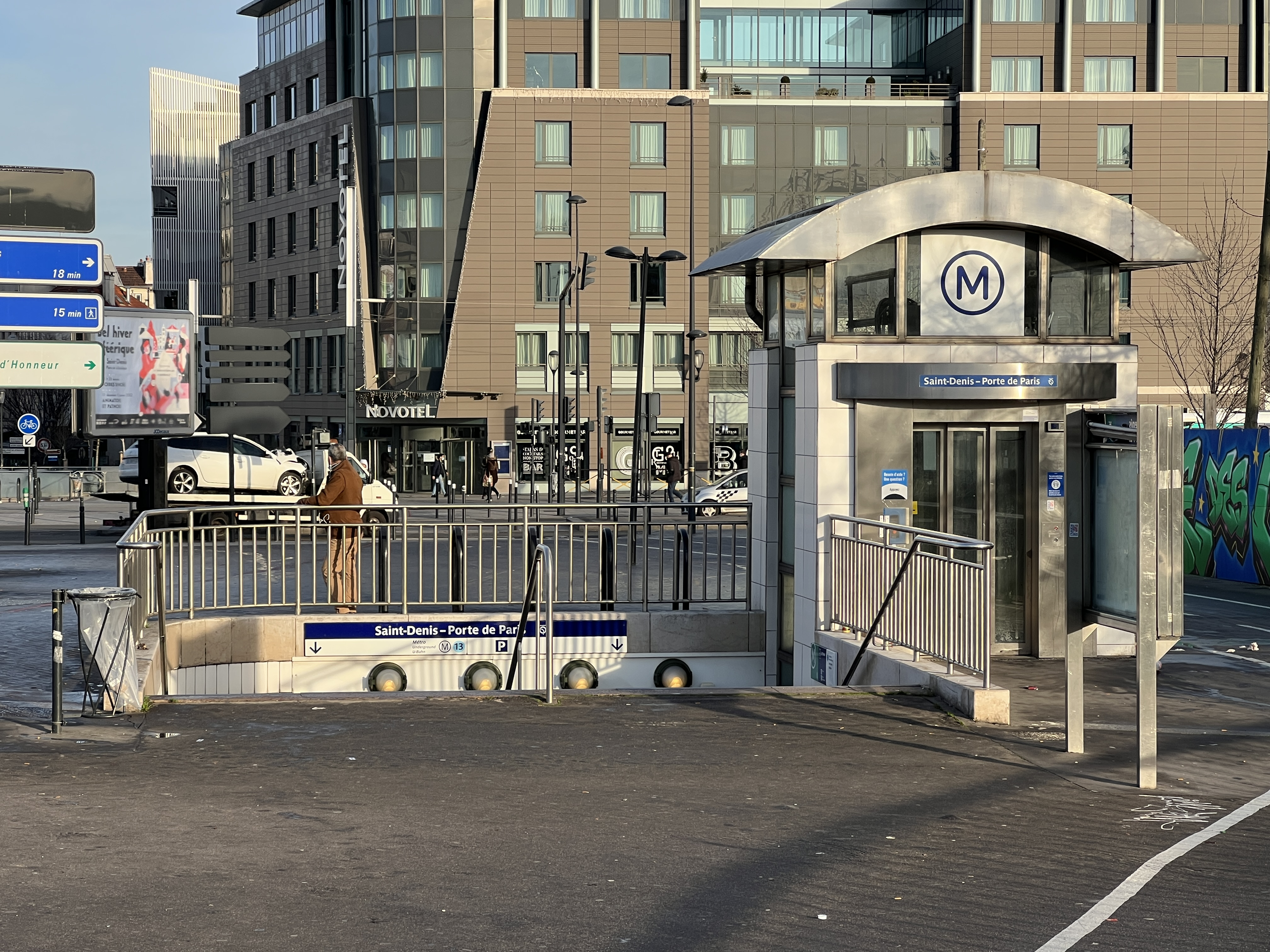
L'accès no 1 « La Plaine ».
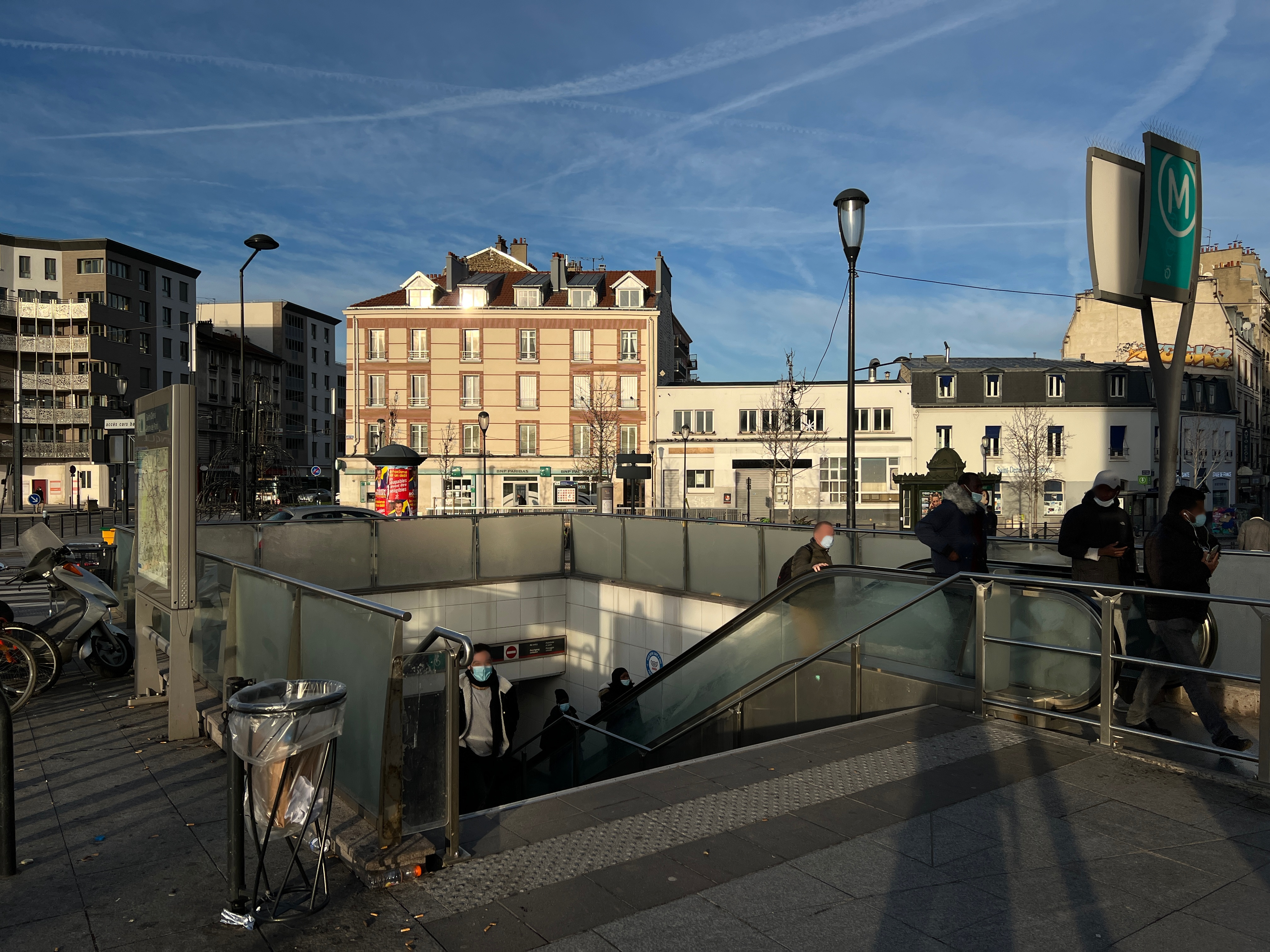
L'accès no 2 « Hôpital Casanova ».
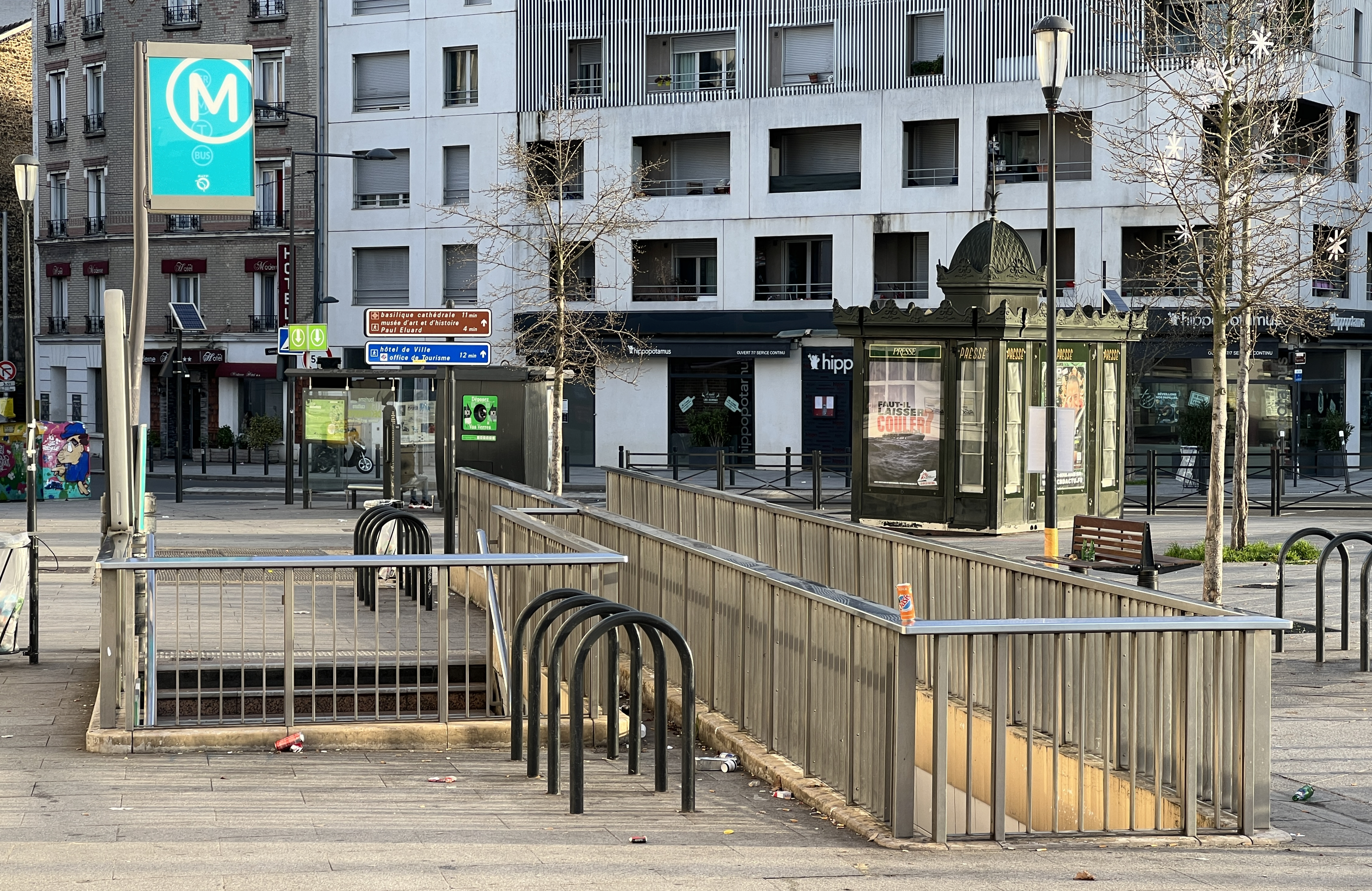
L'accès no 3 « Centre-Ville ».

### Quais

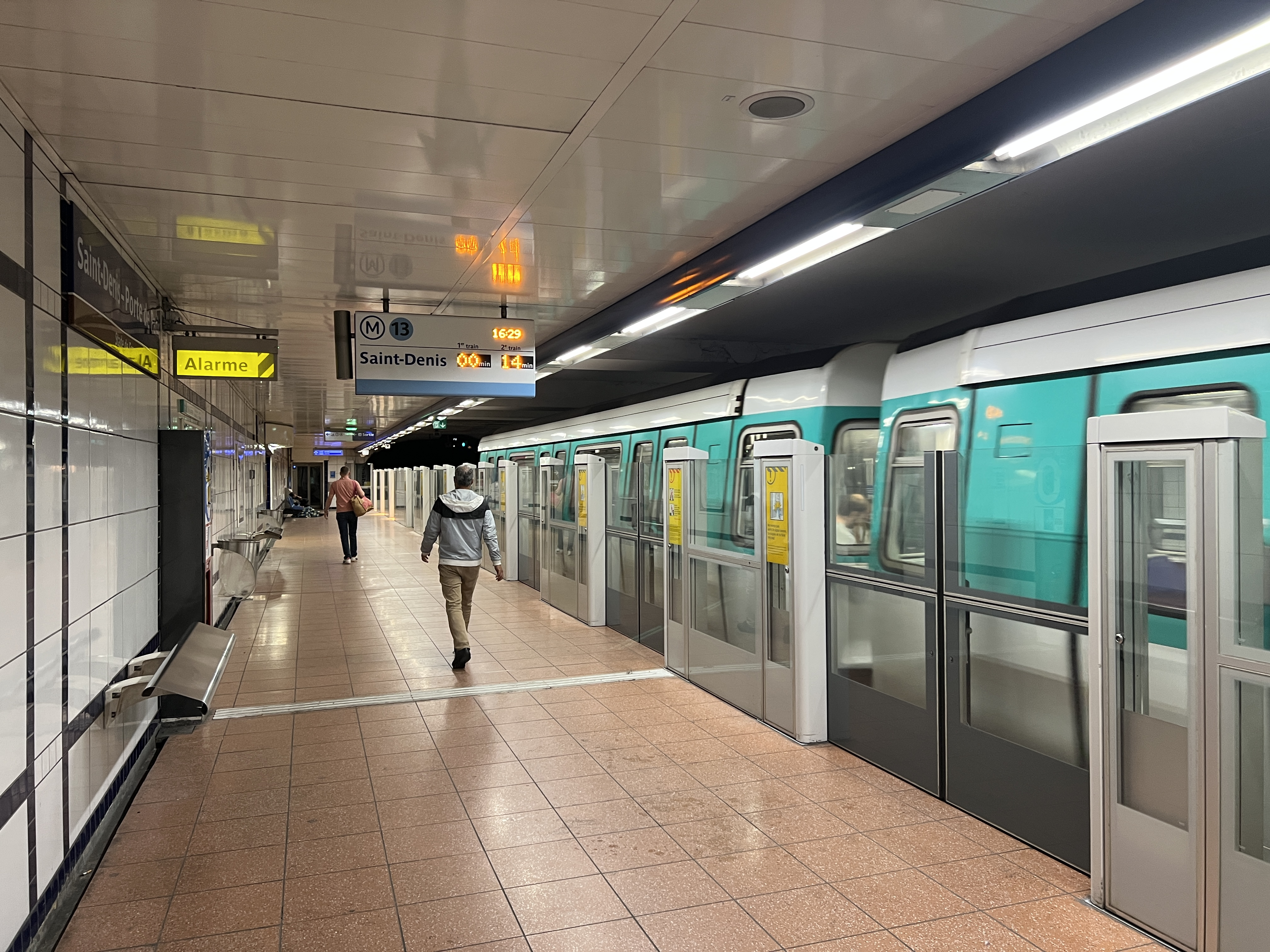
Quai de la station en direction de Saint-Denis - Université.

Jusqu'au début des travaux de rénovation des quais, la station est de configuration structurelle similaire à celle de la station Basilique de Saint-Denis mais avec un éclairage partiellement suspendu.
Elle dispose de deux quais séparés par les voies du métro. Son plafond plat est soutenu par des poutrelles. Les murs sont verticaux, parés de carreaux blancs carrés sur lesquels des décors publicitaires sont fréquemment plaqués dans le cadre d'opérations de parrainage par Métrobus, comme notamment lors des grands tournois sportifs se tenant au Stade de France.

### Intermodalité
Depuis le 16 décembre 2014, la station de métro est le terminus sud de la ligne 8 du tramway d'Île-de-France (T8) dont les autres terminus sont, sur sa branche nord, la gare de Villetaneuse-Université — qui offre une correspondance avec la ligne de tramway T11 — et, sur sa branche ouest, la station de tramway Épinay-Orgemont.
La station est également desservie par les lignes 153, 170, 239, 253, 255 et 353 du réseau de bus RATP et, la nuit, par les lignes N44 et N143 du réseau Noctilien.

### Manifestations au Stade de France
Lors de rencontres au Stade de France, environ 20 000 spectateurs y arrivent par la station Saint-Denis - Porte de Paris et en repartent dans la même proportion, mais sur une séquence plus courte imposant le recours à des circulations supplémentaires en direction de Paris. Jusque quatorze trains sont injectés en partant du terminus Saint-Denis - Université, certains sans arrêt intermédiaire à la station Basilique de Saint-Denis, durant deux heures d'intense circulation. Entre les conducteurs, les agents chargés de canaliser la foule et assurer la sécurité, le renfort pour le nettoyage ou la vente de tickets et autres fonctions et même la tenue d'animations festives, jusque 300 personnes sont mobilisées.

## À proximité
La station dessert le nord du quartier de La Plaine Saint-Denis et le sud du centre-ville de Saint-Denis. C'est la station de métro la plus proche du Stade de France, du parc de la Légion d'honneur et du musée d'Art et d'Histoire Paul Éluard. La Bourse du travail toute proche accueille de nombreuses réunions publiques ou congrès d'organisations non gouvernementales (ONG), d'organisations syndicales ou de partis politiques.
L'hôpital Casanova est situé à proximité immédiate, et la station dessert la partie nord du quartier tertiaire de La Plaine Saint-Denis (Piscine olympique, siège de l'établissement public territorial Plaine Commune).

Galerie de photographies
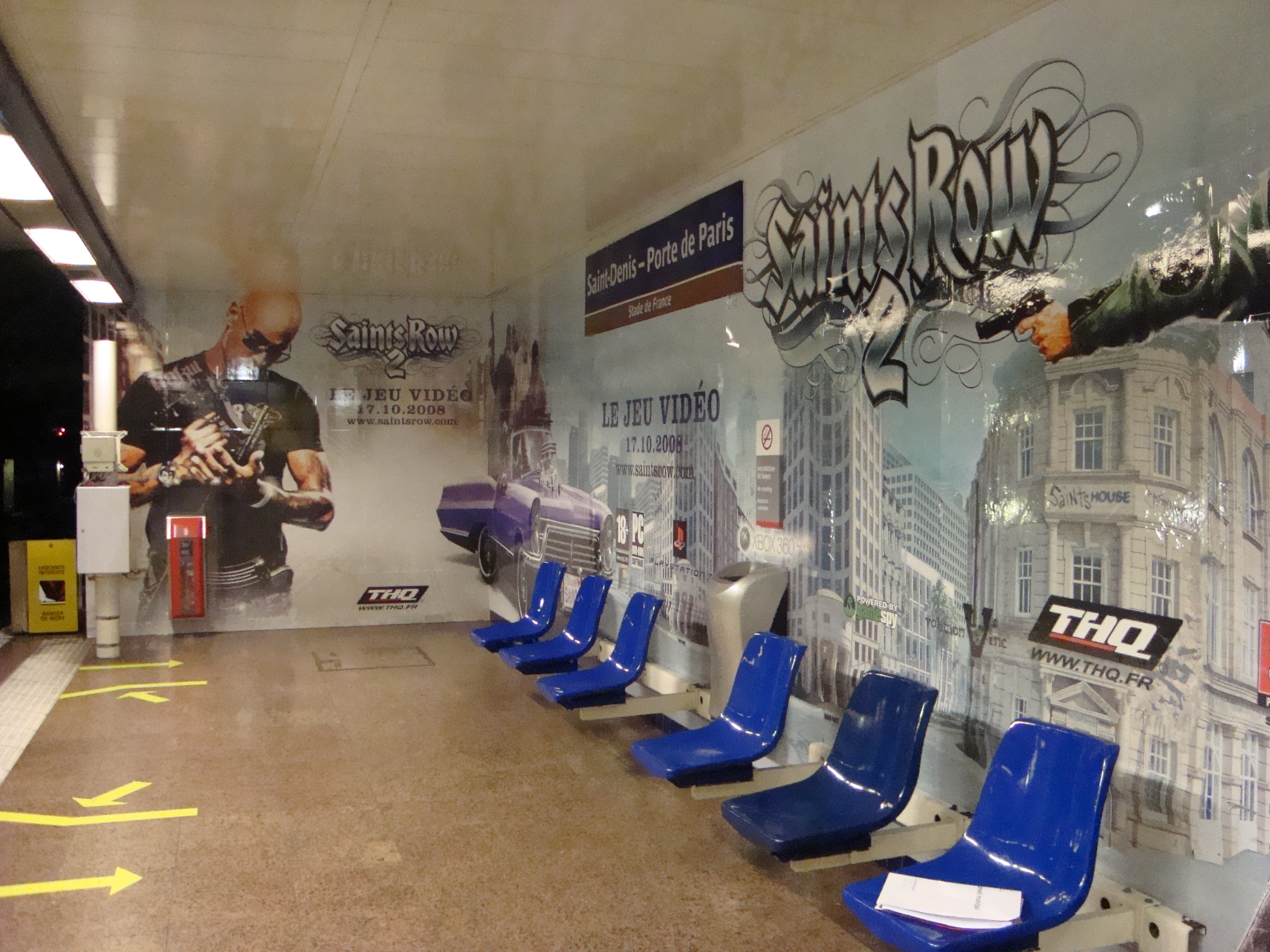
La station aux couleurs du jeu Saints Row 2.
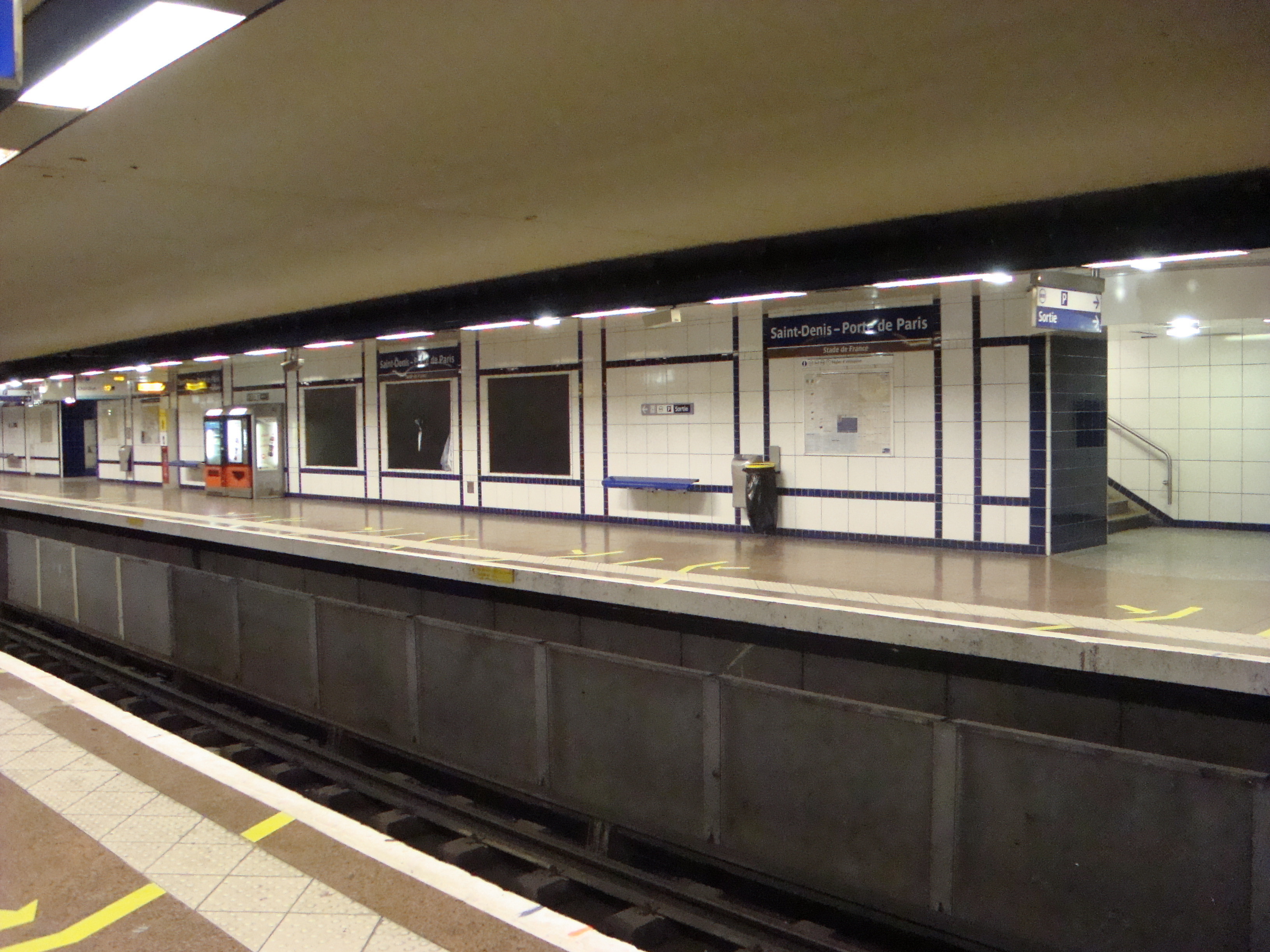
Affiches recouvertes de noir à la suite d'une polémique sur la publicité pour le jeu Saints Row 2.